# Blysmus mongolicola
Blysmus mongolicola là một loài thực vật có hoa trong họ Cói. Loài này được Kitag. mô tả khoa học đầu tiên năm 1969.